# Sielsowiet Rokitnica
Sielsowiet Rokitnica (biał. Ракітніцкі сельсавет, Rakitnicki sielsawiet; ros. Ракитницкий сельсовет) – sielsowiet na Białorusi, w obwodzie brzeskim, w rejonie żabineckim, z siedzibą w Rokitnicy.

## Demografia
Według spisu z 2009 sielsowiet Rokitnica zamieszkiwało 1645 osób, w tym 1409 Białorusinów (85,65%), 123 Rosjan (7,48%), 89 Ukraińców (5,41%), 12 Polaków (0,73%), 4 Ormian (0,24%), 7 osób innych narodowości i 1 osoba, która nie podała żadnej narodowości.
1 stycznia 2023 sielsowiet Rokitnica zamieszkiwało 1784 osób, mieszkających w 806 gospodarstwach domowych. Największymi miejscowościami są Rokitnica (872 mieszkańców), Stryhaniec (252 mieszkańców), Chwedkowicze (193 mieszkańców) i Bulkowo (186 mieszkańców). Liczba mieszkańców każdej z pozostałych wsi nie przekracza 90 osób.

## Geografia i transport
Sielsowiet położony jest w środkowozachodniej części rejonu żabineckiego. Od północny graniczy z Żabinką. Największymi rzekami są Muchawiec i Osipówka.
Przez sielsowiet przebiegają droga magistralna M1 oraz droga republikańska R7.

## Miejscowości
- agromiasteczko:
  - Rokitnica
- wsie:
  - Bulkowo
  - Chwedkowicze
  - Dziahle
  - Piotrowicze
  - Stryhaniec
  - Zaderć
  - Zamoszany
- chutor:
  - Stryhanieckija Busni